# 伊犁岩风
伊犁岩风（学名：Libanotis iliensis）是伞形科岩风属的植物。分布于俄罗斯以及中国大陆的新疆等地，生长于海拔1,000米的地区，一般生于山沟、砾石山坡以及路旁，目前尚未由人工引种栽培。